# Lirceus
Lirceus és un gènere de crustacis isòpodes pertanyent a la família dels asèl·lids.

## Distribució geogràfica
Es troba a Nord-amèrica: el sud del Canadà i l'est dels Estats Units fins a les Grans Planes (Alabama, Arkansas, Virgínia, Kentucky, Missouri, Tennessee, Carolina del Sud, Oklahoma, Louisiana, Illinois i Ohio).

## Taxonomia
- Lirceus alabamae (Hubricht & Mackin, 1949)
- Lirceus bicuspidatus (Hubricht & Mackin, 1949)
- Lirceus bidentatus (Hubricht & Mackin, 1949)
- Lirceus brachyurus (Harger, 1876)
- Lirceus culveri (Estes & Holsinger, 1976)
- Lirceus fontinalis (Rafinesque-Schmaltz, 1820)
- Lirceus garmani (Hubricht & Mackin, 1949)
- Lirceus hargeri (Hubricht & Mackin, 1949)
- Lirceus hoppinae (Faxon, 1889)
- Lirceus lineatus (Say, 1818)
- Lirceus louisianae (Mackin & Hubricht, 1938)
- Lirceus megapodus (Hubricht & Mackin, 1949)
- Lirceus richardsonae (Hubricht & Mackin, 1949)
- Lirceus trilobus (Hubricht & Mackin, 1949)
- Lirceus usdagalun (Holsinger & Bowman, 1973)[8][11][12][13][14][15]

## Observacions
Dues de les seues espècies (Lirceus culveri i Lirceus usdagalun) es troben catalogades com a espècies vulnerables a la Llista Vermella de la UICN.